# Telmatoscopus eximius
Telmatoscopus eximius är en tvåvingeart som beskrevs av Quate 1962. Telmatoscopus eximius ingår i släktet Telmatoscopus och familjen fjärilsmyggor. Inga underarter finns listade i Catalogue of Life.